# Centre belge du climat
 (avril 2025).
Le Centre belge du climat (en néerlandais : Belgisch Klimaatcentrum ; en anglais : Belgian Climate Centre) est un centre d'excellence scientifique fédéral belge créé en 2021 et officiellement inauguré le 29 novembre 2022 sur le site du Pôle Espace à Uccle (Bruxelles). Il a pour objectif principal de renforcer, coordonner et valoriser la recherche scientifique sur le climat en Belgique, de promouvoir une coopération interdisciplinaire et de faciliter le transfert de connaissances scientifiques vers les décideurs politiques, les entreprises et la société civile. Le centre est intégré administrativement à l'Institut royal météorologique de Belgique (IRM),,.

## Historique
Le Centre belge du climat a été créé à l'initiative du Secrétaire d'État à la Politique scientifique, Thomas Dermine. Le 17 décembre 2021, le Conseil des ministres a officiellement approuvé l'établissement du Centre, ainsi que sa gouvernance et son modèle opérationnel. Son inauguration officielle s'est déroulée le 29 novembre 2022 en présence de personnalités politiques et scientifiques, notamment Thomas Dermine, Valérie Trouet (directrice scientifique) et Ella Jamsin (directrice opérationnelle).

## Objectifs
Le Centre du climat poursuit trois objectifs principaux :
1. Renforcer la recherche climatique par la création de partenariats avec des universités et des instituts de recherche aux niveaux fédéral et régional, en encourageant une approche interdisciplinaire.
2. Faciliter le transfert des connaissances scientifiques vers les décideurs, les entreprises et les citoyens, notamment par le développement de services climatiques et l'accès simplifié aux données.
3. Favoriser la cohérence et la pertinence des programmes de recherche, en promouvant les échanges entre chercheurs et acteurs sociaux pour optimiser les financements et développer des recherches appliquées.

## Missions officielles
Le Centre du climat s'est vu assigner plusieurs missions officielles :
- regrouper la recherche sur le climat des établissements scientifiques fédéraux (ESF) sous un même toit afin d'en améliorer la qualité et l'incidence ;
- développer des projections climatiques détaillées pour la Belgique afin de fournir une base scientifique pour les études d’impact et de vulnérabilité ;
- fournir un soutien scientifique des ESF pour la gestion des catastrophes naturelles (en collaboration avec le Centre d'analyse des risques du changement climatique - CERAC) ;
- développer des programmes visant à accroître la coopération entre les ESF belges et les universités/centres de recherche ;
- créer un portail ouvert pour collecter et partager des données climatiques pour la recherche climatique belge ;
- promouvoir la participation des scientifiques et des organisations belges aux programmes internationaux (en collaboration avec le service public fédéral de programmation Politique scientifique - BELSPO) ;
- fournir un guichet unique pour les demandes de services climatiques des entreprises et des organisations ;
- assurer le secrétariat permanent du Conseil scientifique du climat.

## Gouvernance
Le Centre du climat est intégré administrativement à l'Institut royal météorologique de Belgique (IRM). Son équipe se compose de huit collaborateurs, placés sous la direction d’un directeur scientifique et d’un directeur opérationnel.
En outre, le Centre dispose d'un comité de pilotage, d'un bureau et d'un conseil scientifique.
Comité de pilotage
Le comité de pilotage guide, surveille et évalue la mission et les objectifs du Centre. Il comprend des représentants des instituts scientifiques fédéraux, universités et centres de recherche, du secteur privé, un membre international et des administrations fédérales (SPF Santé publique et SPF Économie). Un bureau restreint composé de cinq membres se réunit au moins une fois par mois pour assurer la gouvernance opérationnelle du Centre.
Conseil scientifique
Le conseil scientifique conseille la direction du Centre sur l'agenda scientifique proposé et est composé d'experts provenant de divers horizons académiques et institutionnels.
Direction
Le 29 novembre 2022, lors de l'inauguration officielle, les deux premières directrices du Centre du climat furent présentées :
- Valérie Trouet, directrice scientifique, professeure à l'Université d'Arizona et spécialiste en dendroclimatologie.
- Ella Jamsin, directrice opérationnelle, docteure en Physique de l'Université libre de Bruxelles (ULB), spécialisée en développement durable et économie circulaire.

Les deux directrices ont quitté leurs fonctions fin 2024 pour des raisons personnelles et professionnelles distinctes. La nomination de deux nouveaux directeurs est prévue pour 2025, afin de poursuivre les missions stratégiques du Centre..

## Événements et activités
Le Centre organise des événements qui réunissent des membres de la communauté scientifique, des décideurs et des représentants de la société civile pour échanger sur des thématiques climatiques :
- La conférence Belgian Science for Climate Action, dont la première édition s’est tenue les 19 et 20 février 2024, réunissant près de 400 participants issus du monde scientifique, politique et économique autour du thème Climate Extremes: Causes & Consequences, avec la participation d’experts internationaux tels que Jan Rotmans et Valérie Masson-Delmotte.
- L’atelier Climate litigation in Belgium and beyond, premier événement d’une série consacrée aux questions émergentes liées aux litiges climatiques.
- La publication des projections climatiques belges détaillées, accessibles au public via le portail fédéral des géodonnées depuis mai 2024, fournit des informations essentielles sur les scénarios climatiques futurs pour la Belgique. Cette publication a été réalisée avec le concours du Centre belge du climat, en collaboration avec l'Institut royal météorologique de Belgique et l'Institut géographique national, offrant un accès centralisé à des projections climatiques détaillées répondant à divers besoins.
- Atelier pour les utilisateurs belges du Service Copernicus concernant le changement climatique (C3S), organisé en juin 2024 à Bruxelles afin de présenter à la communauté belge les outils et données climatiques proposés par le service européen Copernicus consacré au changement climatique.

## Services climatiques et outils
Le projet de service climatique pour la gestion des maladies vectorielles en Belgique est un projet belge visant à améliorer la surveillance et la prédiction des maladies transmises par des vecteurs tels que les tiques et les moustiques, en utilisant des données climatiques en temps réel. Bien que national, ce projet s'inscrit dans une dynamique internationale par son son lien avec les initiatives du Copernicus Climate Change Service (C3S), notamment sur les maladies vectorielles.
Le Centre du climat participe également à des initiatives internationales, telles que le rapport de l'Organisation météorologique mondiale (OMM) sur les services climatiques. Le Centre a contribué au rapport de 2024.
Enfin, le Centre propose un catalogue numérique répertoriant 443 experts scientifiques belges spécialisés dans le domaine climatique, qui travaillent au sein des établissements scientifiques fédéraux, des universités et des centres de recherche régionaux. Cet outil permet de rechercher facilement des spécialistes et d'entrer en contact avec eux selon leur domaine d'expertise et leur discipline.

## Infrastructure et localisation
Le Centre du climat est situé au Pôle Espace à Uccle, dans un bâtiment autrefois réservé au directeur de l’Institut royal météorologique de Belgique. Entièrement rénové et aménagé par la Régie des bâtiments, il comporte des bureaux, des salles de conférence et des studios pour accueillir des chercheurs temporaires.
Lors de son inauguration, le Centre a dévoilé une œuvre d'art réalisée par le collectif Wall Street Colors. D'après ses créateurs, cette œuvre symbolise la relation entre les différentes échelles de l'écosystème et l'influence humaine sur le dérèglement climatique.